# Chlorocoma symbleta
Chlorocoma symbleta là một loài bướm đêm trong họ Geometridae.